# 中貝斯貝里山
42°35′59″N 0°49′29″E / 42.59972°N 0.82472°E
中貝斯貝里山（西班牙語：Besiberri Medio），是西班牙的山峰，位於該國東北部加泰羅尼亞，屬於比利牛斯山中貝斯貝里山脈的一部分，該山峰海拔高度2,995米。